# Bairro do Outeiro

Bairro do Outeiro no Inverno

O Bairro do Outeiro, situado entre a Rua do Outeiro e a Travessa da Gandarela, na cidade de Freamunde, nas proximidades da Escola Básica e Secundária D. António Taipa, composto por 18 blocos em três frentes, em que sofreu em 2021 um projeto de reabilitação urbana que visa melhorar a habitabilidade e a eficiência energética dos edifícios, destaca-se nacionalmente pelo seu notável espírito comunitário e de solidariedade entre os residentes.
Essa característica singular tem atraído a atenção de líderes políticos, tanto locais quanto nacionais, evidenciada pelas visitas de figuras proeminentes como António Costa, além de outros dirigentes partidários, em particular dos partidos PS e PSD.

### Inicio da Construção
O Bairro do Outeiro começou a ser construído nos anos 80, no âmbito da urbanização da então Vila de Freamunde, com o apoio da autarquia local e do governo português. No Outeiro, surgiram várias habitações destinadas aos mais carenciados, contribuindo para o desenvolvimento social da vila. 

### Incidentes
Durante os anos 90, o Bairro do Outeiro era considerado um local perigoso na vila de Freamunde. A área foi marcada pelo tráfico de drogas e pela formação de grupos armados que controlavam o bairro. Até mesmo a GNR de Freamunde tinha receio de entrar no bairro, devido à situação de violência e insegurança que prevalecia na época. Com o passar do tempo, o Bairro do Outeiro tornou-se mais calmo, sem registrar incidentes graves.

### Requalificação do Espaço Público do Bairro do Outeiro - Freamunde
Em uma reunião realizada entres os vereadores, a Câmara Municipal de Paços de Ferreira aprovou a abertura do concurso público para a empreitada de “Reabilitação Urbana de Bairros Sociais – Conjunto Habitacional de Freamunde”. Esta obra, orçada em €717.144,50, tem um prazo de execução de 18 meses a partir da data de consignação.
O projeto prevê a substituição da cobertura existente em fibrocimento por painéis sandwich com isolamento de lã de rocha, a instalação de novas caleiras em chapa de zinco pintadas na cor da cobertura e a implementação do sistema de “capoto” nas fachadas dos prédios. Esta intervenção visa a reabilitação dos nove blocos construídos na segunda metade do século passado, melhorando as condições de habitabilidade.
Um dos objetivos principais desta reabilitação é aumentar a eficiência energética dos edifícios, o que inclui a redução das patologias habitacionais relacionadas com a exposição solar e a chuva, proporcionando maior conforto térmico aos moradores.

### Coletividades
No Bairro do Outeiro, destaca-se a presença da Sociedade Columbófila de Freamunde, estabelecida desde 1938 e reconhecida pela sua participação nos campeonatos nacionais. Além disso, o bairro já abrigou o clube de BTT de Freamunde em suas instalações, que foram demolidas posteriormente.

## Referencias
1. ↑  Pinto, Fernanda (17 de fevereiro de 2017). «Primeiro-ministro apresentou programa de reabilitação de bairros sociais em Freamunde». Verdadeiro Olhar. Consultado em 15 de junho de 2024
2. ↑  «Aprovada requalificação do Bairro do Outeiro, em Freamunde - Imediato - Jornal Regional». 10 de janeiro de 2020. Consultado em 15 de junho de 2024